# Heroine
Heroine (traducido como Heroína) es el segundo álbum de la banda de post hardcore From First to Last, lanzado el 21 de marzo de 2006. Es el álbum más exitoso de la banda, alcanzando el puesto #25 en el Billboard 200, recibiendo críticas positivas. Este fue el último álbum con Sonny Moore, que dejó la banda a principios del 2007. El álbum contó con una promoción televisiva en USA. Save Us se grabó junto al álbum, pero se lanzó vía MySpace.

## Historia
La banda se dirigió a Radio Star Studios en Weed, California, para grabar su segundo álbum, producido por Ross Robinson. Weisberg abandonó la banda por conflictos con los miembros de FFTL, un tiempo atrás, por lo que Wes Borland, el exguitarrista de Limp Bizkit, fue llamado por Robinson para tocar el bajo en el álbum. Borland más tarde tocó en varias giras con la banda.
Heroine se lanzó el 21 de marzo de 2006. Posicionándose en el #25 en el Billboard, y en su primera semana vendió 33 mil copias. En abril, la banda firmó con Capitol Records, ya que esa etiqueta está ligada a Warner Music.
The Latest Plague y Shame Shame fueron los singles/videos del álbum, lanzados ambos en 2006.
A partir de mediados de marzo hasta mediados de mayo, la banda realizó el tour Black Clouds and Underdogs Tour, para promoción de Heroine, junto a Fall Out Boy, Hawthorne Heights y The All-American Rejects.
En junio del 2006 comenzó un tour europeo, y tocó en casi todo el Warped Tour del 2006, pero al final tuvieron que abandonarlo debido a la extirpación quirúrgica de un nódulo en las cuerdas vocales de Moore, por segunda vez. Más tarde, a mediados del 2007, Moore abandonó la banda, ya que se tuvo que someter a más operaciones.

## Lista de canciones
| N.º | Título                        | Duración |  |
| 1.  | «Mothersound»                 | 4:00     |  |
| 2.  | «The Latest Plague»           | 3:18     |  |
| 3.  | «... And We All Have a Hell»  | 3:22     |  |
| 4.  | «Afterbirth»                  | 3:15     |  |
| 5.  | «World War Me»                | 3:10     |  |
| 6.  | «Shame Shame»                 | 3:35     |  |
| 7.  | «The Crows Are Coming for Us» | 4:55     |  |
| 8.  | «The Levy»                    | 3:49     |  |
| 9.  | «Waves Goodbye»               | 4:22     |  |
| 10. | «Waltz Moore»                 | 4:08     |  |
| 11. | «Heroine»                     | 5:40     |  |

B-Sides
| N.º | Título    | Duración |  |
| 12. | «Save Us» | 4:42     |  |

## Heroine EPK (Making of del álbum)
- Parte 1
- Parte 2
- Parte 3
- Parte 4
- Parte 5

## Posicionamiento
El álbum se posicionó en el puesto 25 en el Billboard 200, con 33 mil copias vendidas, pero en abril de 2008, se anunció que el álbum ya había vendido 232 mil copias.
| Listas (2006)                         | Posición máxima |
| ------------------------------------- | --------------- |
| U.S. Billboard 200                    | 25              |
| U.S. Heatseekers                      | 1               |
| U.S. Billboard Top Independent Albums | 2               |

## Personal
| From First To Last - Sonny Moore - voces, teclados, sintetizadores, programación, guitarra adicional - Matt Good - guitarra rítmica, voces - Travis Richter - guitarra principal, voces - Derek Bloom - batería, percusión, coros Músicos adicionales - Wes Borland - bajo - Brett Gurewitz - coros - Atticus Ross - programación | Producción - Ross Robinson - producción - Andy Wallace - mezcla, masterización - Ryan Boesch - ingeniero de sonido - Nick Pritchard - dirección de arte |